# ریمن لجندز
افسانه‌های ریمن (به انگلیسی: Rayman Legends) یک بازی ویدئویی به سبک سکوبازی است که توسط یوبی‌سافت مون‌پلیه توسعه یافته و به‌وسیلهٔ یوبی‌سافت منتشر شده‌است. این بازی پنجمین قسمت اصلی از مجموعه بازی‌های ریمن محسوب می‌شود و دنبالهٔ مستقیم ریمن: ریشه‌ها (۲۰۱۱) به‌شمار می‌رود. ریمن لجندز در اوت و سپتامبر ۲۰۱۳ برای پلتفرم‌های مایکروسافت ویندوز، پلی‌استیشن ۳، ایکس‌باکس ۳۶۰، وی یو، و پلی‌استیشن ویتا عرضه شد. نسخهٔ کنسول‌های پلی‌استیشن ۴ و ایکس‌باکس وان در فوریه ۲۰۱۴ در دسترس قرار گرفتند. پورت کنسول نینتندو سوئیچ با عنوان ریمن لجندز نسخه دفنیتیو در آمریکای شمالی، اروپا و استرالیا در ۱۲ سپتامبر ۲۰۱۷ منتشر شد.